# Mémorial des victimes du communisme
Le mémorial des victimes du communisme (en anglais : Victims of Communism Memorial) est un mémorial situé à Washington, honorant les victimes des gouvernements se revendiquant « communistes ». Il se trouve à proximité du Capitole des États-Unis et d'Union Station.

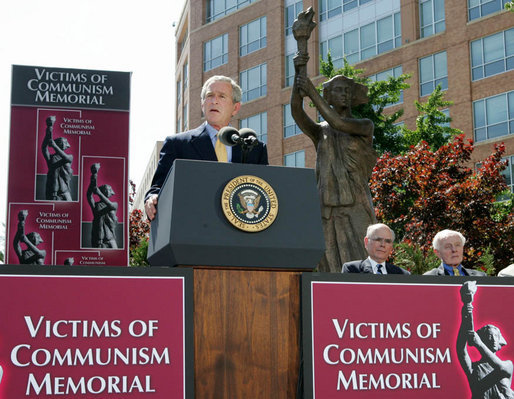
Le président des États-Unis George W. Bush inaugurant le mémorial en 2007.

Il se compose d'une statue, copie de la Déesse de la Démocratie réalisée par des étudiants de l'Académie centrale des beaux-arts de Chine pendant les manifestations de la place Tian'anmen en 1989, et d'un musée à Washington DC.
Le président des États-Unis George W. Bush l'a inauguré le 12 juin 2007 pour le 20e anniversaire du discours Tear down this wall! de Ronald Reagan devant le mur de Berlin.
Néanmoins, le chiffre de cent millions de victimes cité est mis en doute, ce chiffre étant cité du Livre noir du communisme lui-même vivement critiqué par les historiens nuançant le bilan des états communistes.
Le mémorial des victimes du communisme est également une fondation qui, en 2022, a lancé la « Journée des victimes du communisme » (Victims of Communism Memorial Day).